# Callicore hydaspes
Espèce
Callicore hydaspes est une espèce de lépidoptères (papillons) de la famille des Nymphalidae et de la sous-famille des Biblidinae et du genre Callicore.

## Dénomination
Callicore hydaspes a été décrit Dru Drury en 1782 sous le nom initial de Papilio hydaspes.
Synonymes : Hesperia heraclitus Fabricius, 1793; Callicore lyrophila Hübner, 1823; Biblis hesperia Perty, 1833; Catagramma hydaspes delmas Fruhstorfer, 1916; Catagramma hydaspes peregrinata Dillon, 1948; Catagramma hydaspes peregrinata Dillon, 1948.

### Noms vernaculaires
Callicore hydaspes se nomme Hydaspes Eighty-eight ou Little Callicore en anglais.

## Description
Callicore hydaspes est un papillon d'une envergure de 30 mm à 35 mm au dessus marron avec aux ailes antérieures une large bande rouge orangé du milieu du bord costal à l'angle externe et aux ailes postérieures un triangle bleu vert métallisé de la base au bord externe, dont la marge est soulignée de festons bleu clair,.

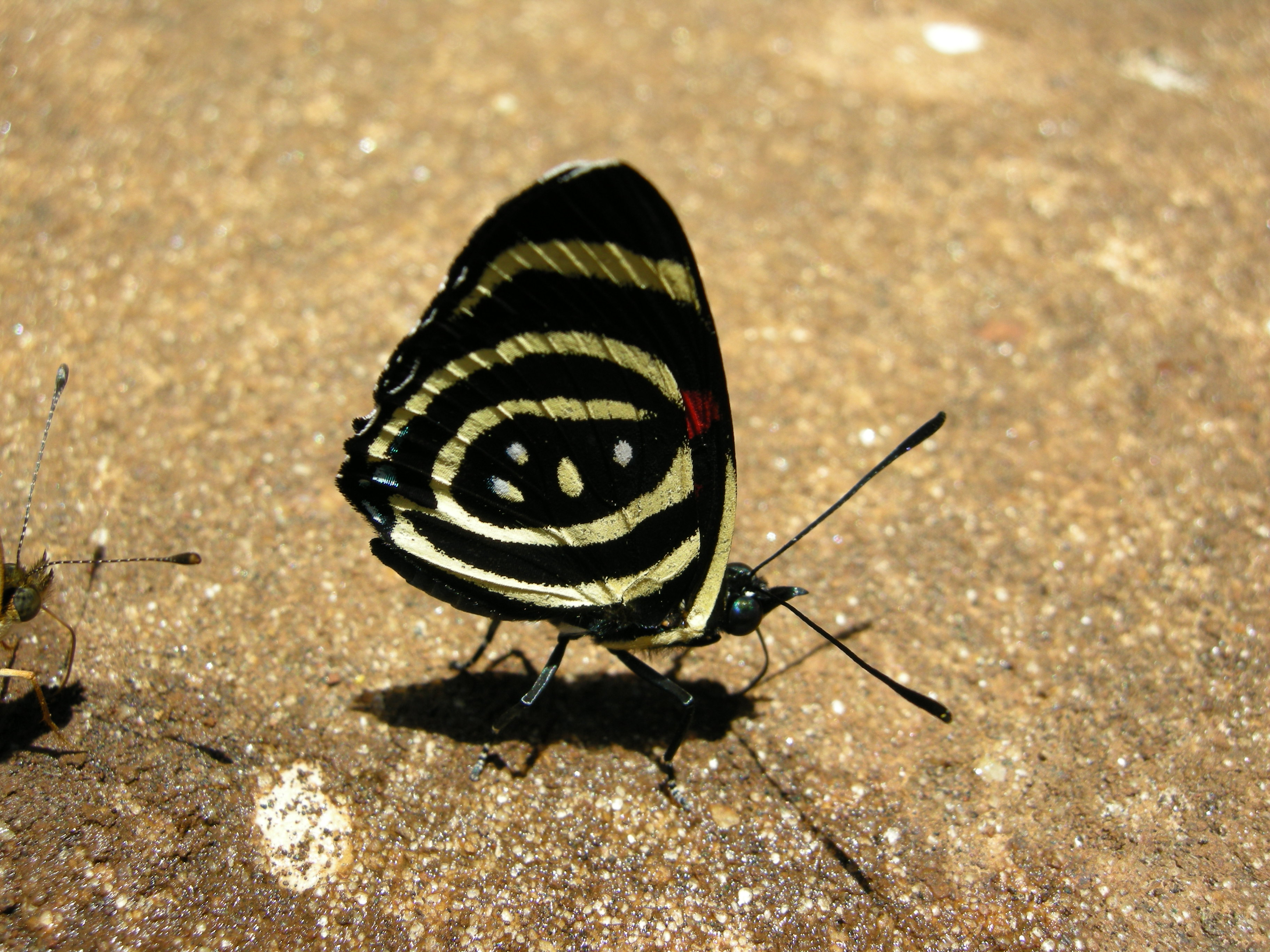
revers

Le revers des ailes antérieures présente la même bande rouge orangé et une ligne crème qui souligne l'apex, les ailes postérieures sont ornées d'une ligne crème en volute et au centre quatre points beige et bleu métallisé.

## Écologie et distribution
Callicore hydaspes est présent au Brésil, au Paraguay et en Argentine.

### Protection
Pas de statut de protection particulier.